# نان بربری

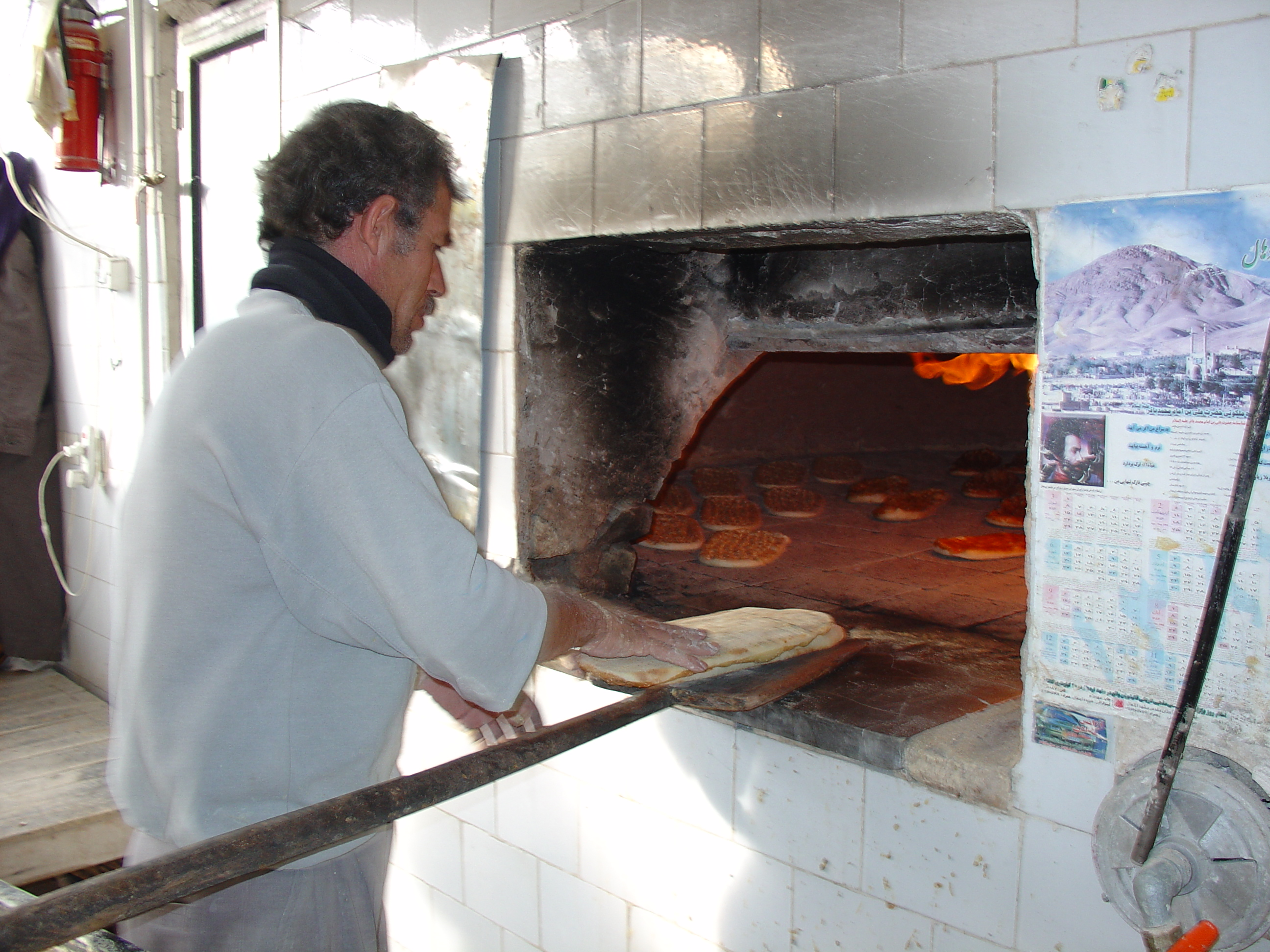
یک نانوا سرگرم پختن نان بربری

نان بربری (در افغانستان، نان پنجه‌کشی) نوعی نان است که پخت آن در ایران و چند کشور دیگر مرسوم است و به هر دو شیوهٔ سنتی و صنعتی تولید می‌شود.
نام این نان برگرفته از نام ایل بربر (هزاره) است که در مرز بین ایران و افغانستان زندگی می‌کردند. در اواخر دوران قاجار چند بربر پخت این نان را در تهران آغاز کردند و آن را رواج دادند.
طعم و بوی ویژه این نان ناشی از استفاده از ترکیب آب و مقدار کمی خمیر مایه است که پیش از پخت به وسیلهٔ نانوا روی خمیر نان مالیده می‌شود.

## تاریخچه
در میانهٔ سالهای ۱۲۶۹ تا ۱۲۷۹ خورشیدی گروهی از مردم هزاره از ناحیهٔ بربرستان یا هزارستان افغانستان به شرق ایران مهاجرت کردند. از همین روی، این قوم در ایران به نام بربر یا بربری معروف بودند. نان بربری در آغاز توسط بربری‌های خراسان و در تنور پخته می‌شد، سپس به تهران رفته و در دوره قاجار رفته رفته در کل کشور رواج یافت. نان مشابهی در میان هزاره‌های کابل با نام نان پنجه‌کَش شناخته می‌شود. حلوا بربری مشهد نیز خاستگاهی همانند نان بربری دارد.

## شکل ظاهری

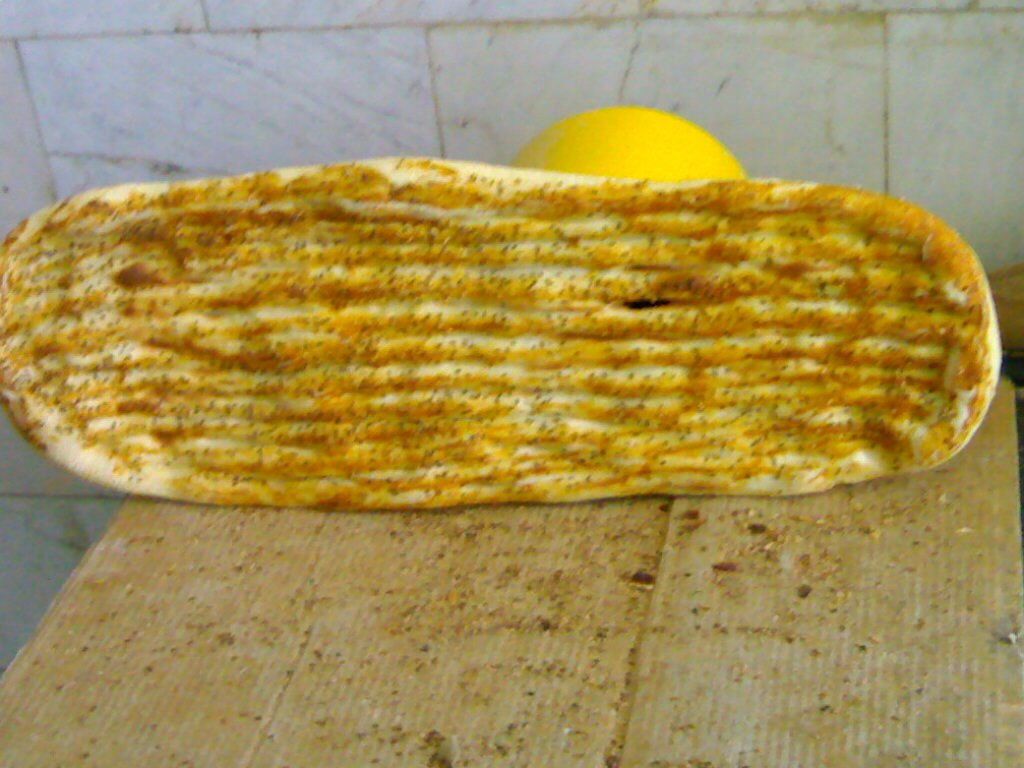

نان بربری در حال حاضر به شکل بیضی به طول ۷۰ الی ۸۰ سانتی‌متر و عرض ۲۰ الی ۳۰ سانتی‌متر و به ضخامت ۳ الی ۳/۵ سانتی‌متر به صورت سنتی و ماشینی پخت می‌شود.

## خواص
- نان‌های حجیم نظیر نان بربری قابلیت نگهداری بیشتری دارند و از لحاظ تغذیه نیز مناسب ترند؛ زیرا در آنها از مواد بهبود دهنده طبیعی استفاده می‌شود و به‌طور معمول ویتامین، املاح و پروتئین این نان‌ها بالاتر است.
- در نان‌های صنعتی، نان سنگک و بربری بیشترین خاصیت را در بین سایر انواع نان دارا هستند؛ این برتری به دلیل آن است که سبوس سایر نان‌ها، برخلاف سنگک و بربری، گرفته شده است.
- در گذشته در خمیر نان بربری از آرد ارزن استفاده می‌شد که این امر سبب ماندگاری بیشتر و کیفیت بهتر آن نان می‌شد.

نانی که با آرد ارزن تهیه می‌شود باعث تقویت معده شده و همچنین ورم معده و روده را بهبود می‌بخشد.
- علاوه بر آن، نان بربری با آرد ارزن زخم معده و کلیه را نیز بهبود می‌بخشد.

## نگارخانه

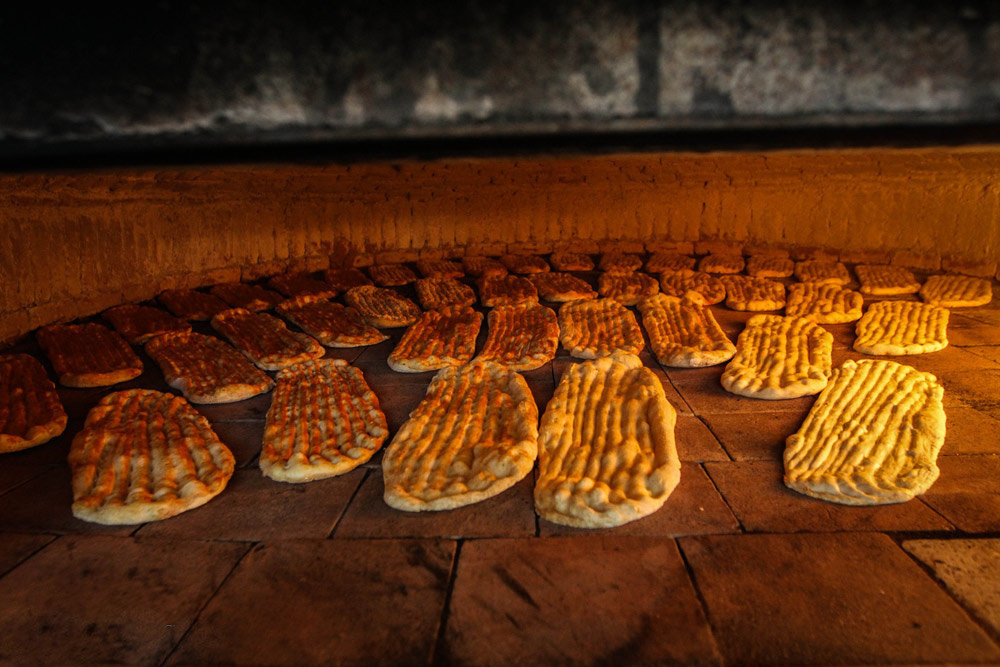
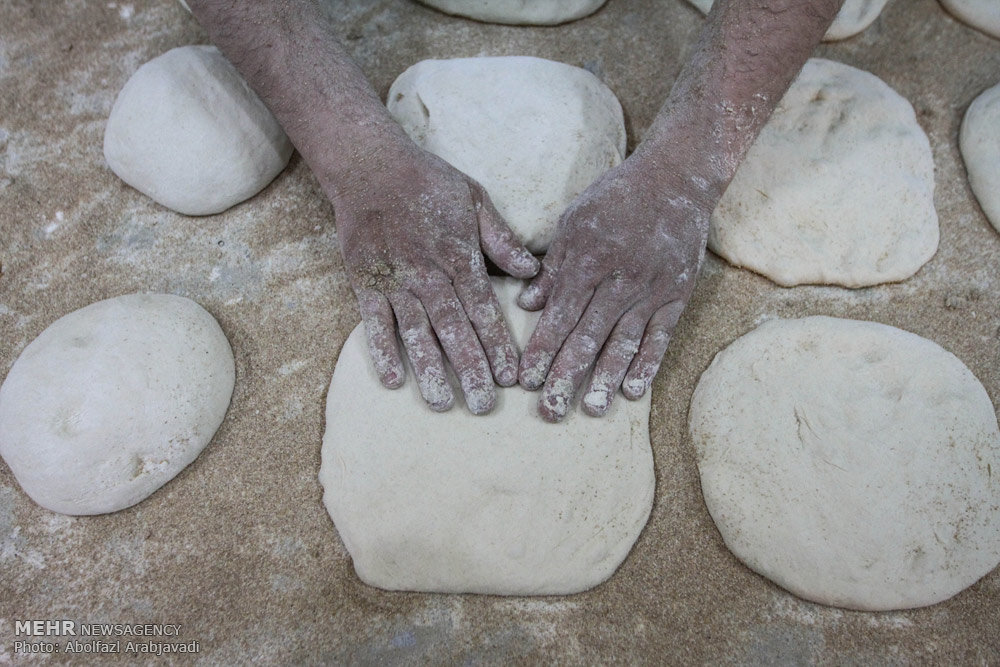
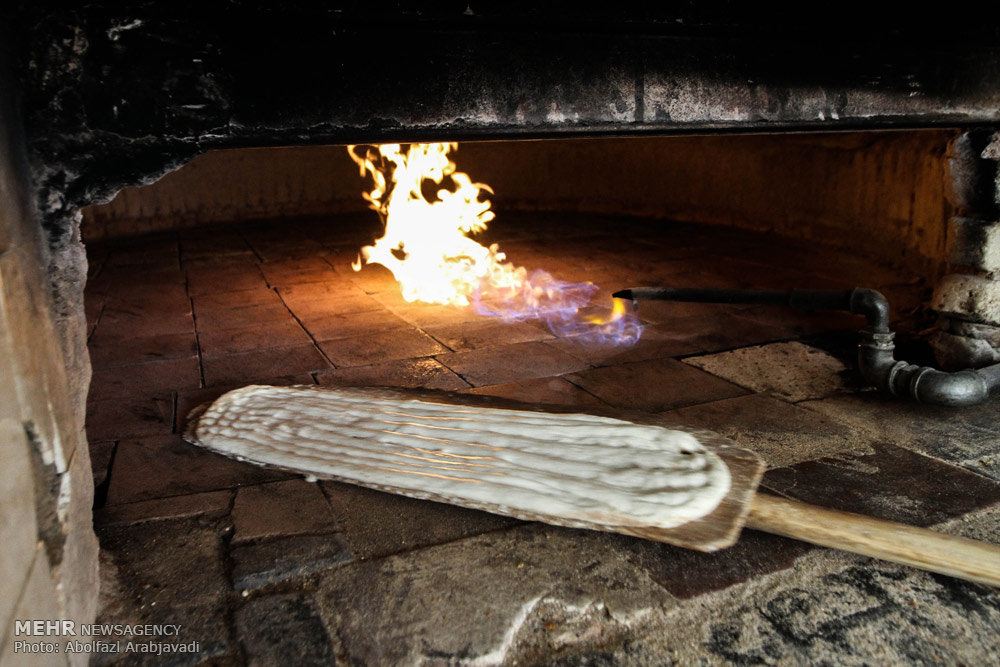
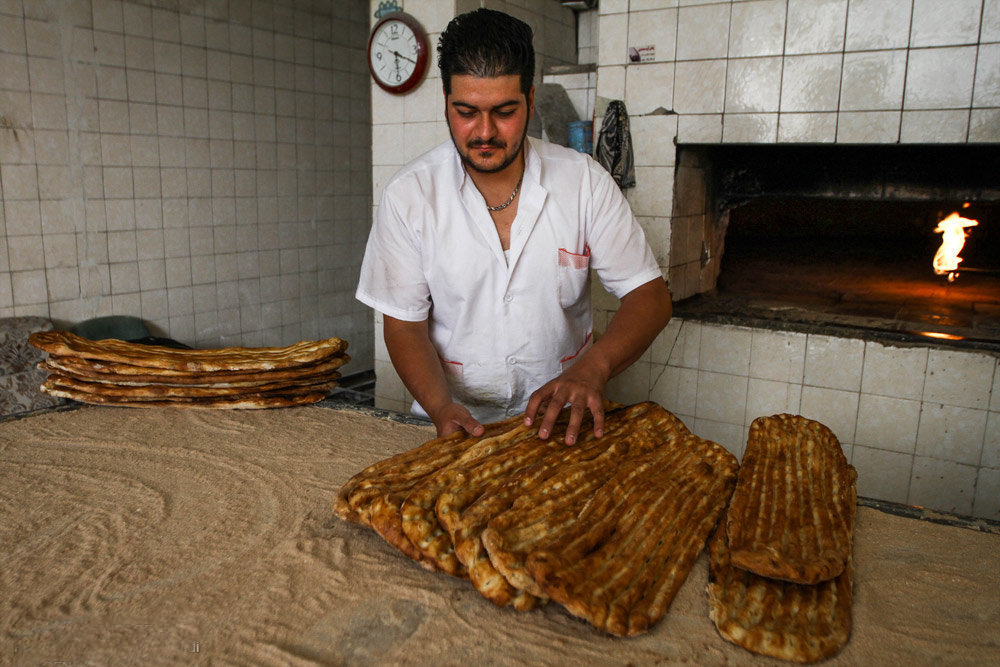
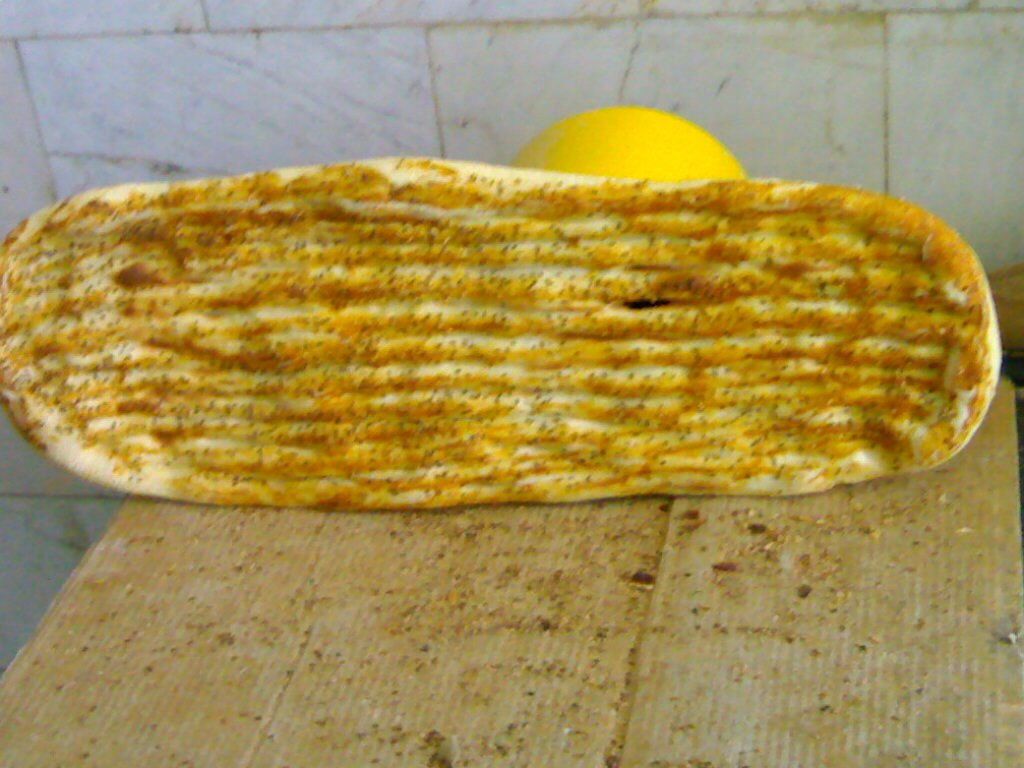
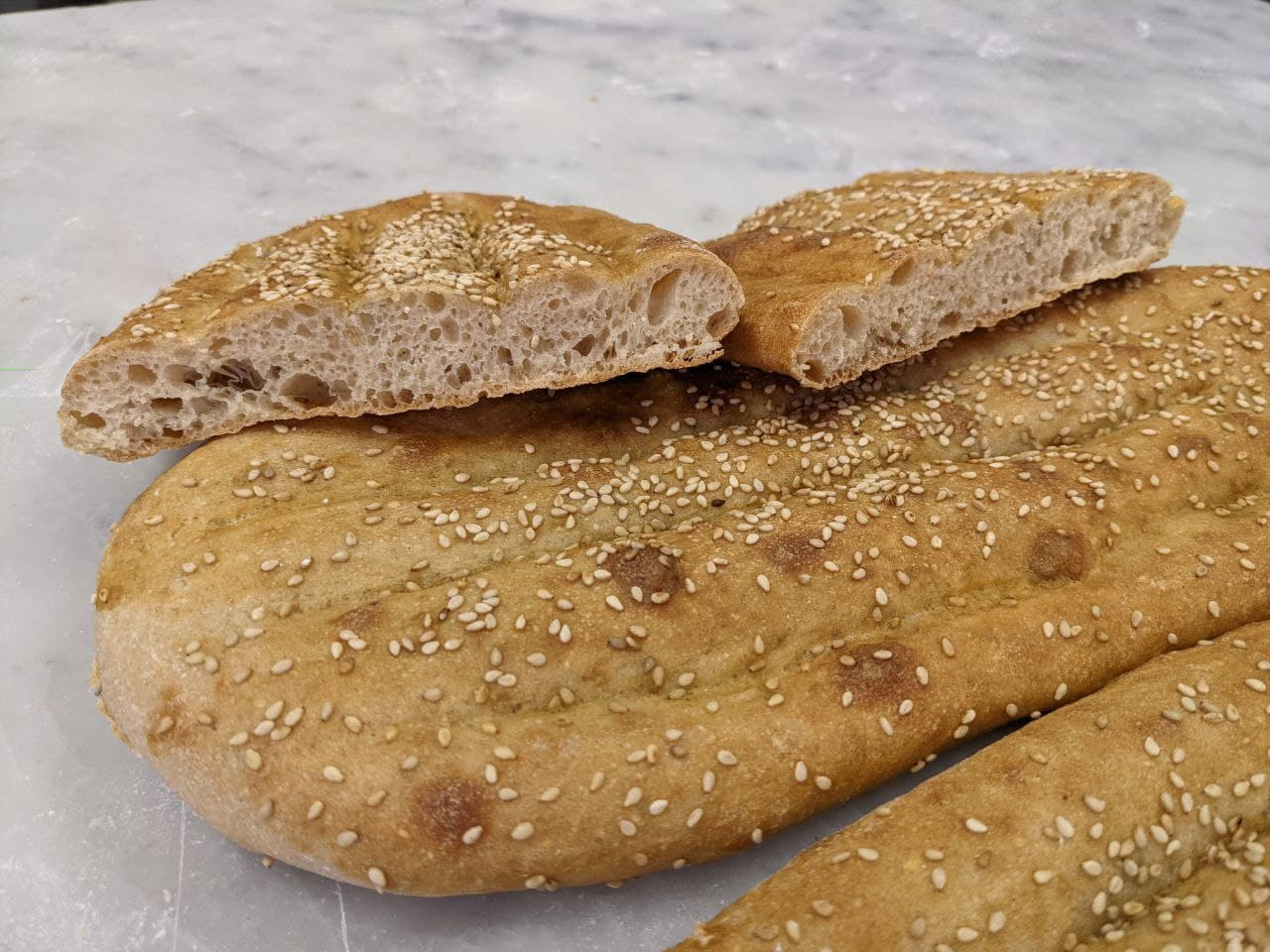
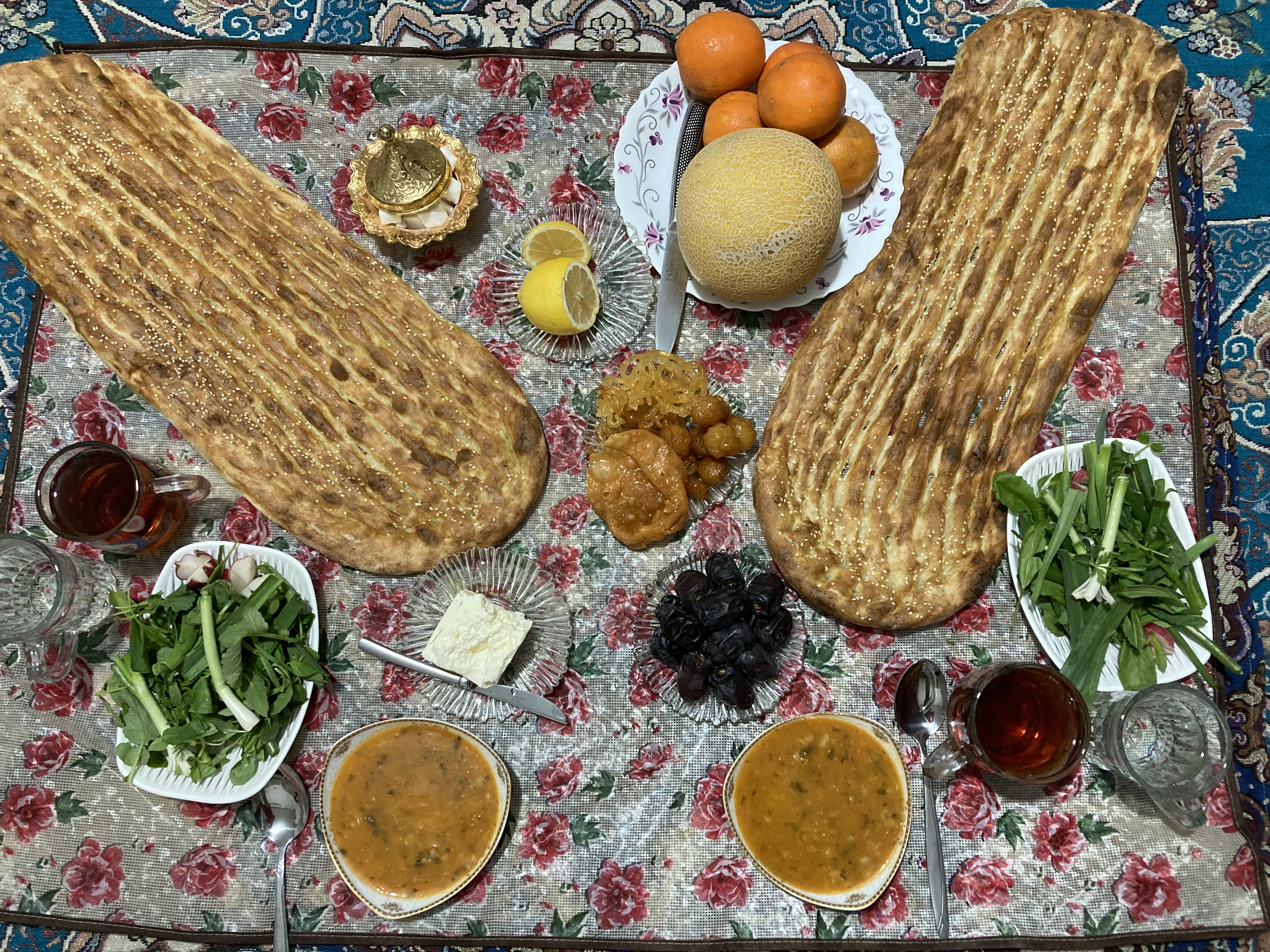